# 다키야 료
다키야 료(일본어: 瀧谷 亮, 1994년 2월 16일 ~ )는 일본의 전 축구 선수이다.

## 구단 경력
그는 2016년부터 2018년까지 J리그의 FC 기후, 카탈레 도야마에서 활동하였다.